# Athlītikos Podosfairikos Syllogos Panthrakikos 2010-2011
Questa voce raccoglie le informazioni riguardanti l'Athlītikos Podosfairikos Syllogos Panthrakikos nelle competizioni ufficiali della stagione 2010-2011.

## Rosa
| N. |                    | Ruolo | Calciatore                |
| -- | ------------------ | ----- | ------------------------- |
| 1  | Grecia (bandiera)  | P     | Dimitrios Koutsopoulos    |
| 2  | Grecia (bandiera)  | D     | Nikos Barboudis           |
| 3  | Grecia (bandiera)  | D     | Stauros Tziōrtziopoulos   |
| 5  | Brasile (bandiera) | C     | Marcelo Goianira          |
| 6  | Grecia (bandiera)  | C     | Giorgos Pitharoulis       |
| 7  | Serbia (bandiera)  | C     | Filip Arsenijević         |
| 8  | Grecia (bandiera)  | A     | Vlasis Kazakis (capitano) |
| 9  | Grecia (bandiera)  | C     | Giōrgos Zīsopoulos        |
| 11 | Grecia (bandiera)  | A     | Yiannis Simosis           |
| 13 | Grecia (bandiera)  | D     | Yiannis Kanotidis         |
| 19 | Grecia (bandiera)  | P     | Dimitris Tairis           |
| 23 | Grecia (bandiera)  | A     | Ntinos Pangalos           |
| 25 | Grecia (bandiera)  | A     | Fotis Papoulis            |

| N. |                       | Ruolo | Calciatore             |
| -- | --------------------- | ----- | ---------------------- |
| 26 | Portogallo (bandiera) | C     | Manuel Lopes           |
| 28 | Grecia (bandiera)     | D     | Stavros Vangelopoulos  |
| 30 | Grecia (bandiera)     | P     | Kostas Andriolas       |
| 32 | Grecia (bandiera)     | C     | Yiannis Goniadis       |
| 33 | Grecia (bandiera)     | C     | Vangelis Reklitis      |
| 35 | Grecia (bandiera)     | D     | Babis Perperidis       |
| 41 | Grecia (bandiera)     | D     | Christos Kartsambas    |
| 42 | Grecia (bandiera)     | D     | Pavlos Stamatopoulos   |
| 55 | Grecia (bandiera)     | C     | Antonis Natsouras      |
| 77 | Grecia (bandiera)     | D     | Nikos Soultanidis      |
| 9  | Grecia (bandiera)     | D     | Dīmītrios Papadopoulos |
|    | Grecia (bandiera)     | C     | Chrīstos Melissīs      |
|    | Francia (bandiera)    | D     | Benjamin Nicaise       |
|    | Montenegro (bandiera) | C     | Mladen Kašćelan        |